# Клара та чарівний дракон
«Клара та чарівний дракон» (англ. Clara and the Magic Dragon) у міжнародному прокаті «Клара» (англ. Clara) та Маленький дракон (англ. The Little Dragon) — український анімаційний фентезійний фільм режисера Олександра Клименка. Стрічка розповідає про пригоди дівчини Клари, яка намагається врятувати чарівного дракона від злого Алхіміка.
Прем'єра стрічки в Україні відбулася 26 жовтня 2019 року.

## Синопсис
Раз на тисячу років в казковому лісі з'являється чарівний Дракон, який має надзвичайні здібності. Його викрадає Сип, щоб доставити Алхіміку. Але внаслідок зіткнення з мухою Сип впускає мішок з Драконом у річку. Алхімік гнівається, бо Дракон може перешкодити йому наповнити світ темрявою. Він відправляє Сипа на пошуки, але не довіряє йому, тому паралельно дає таке ж завдання Пантері.
Біля лісу в хатині живе дівчина Клара, що дружить з тваринами. Клара не пам'ятає свого минулого і вірить, що їй допоможе Дерево мудрості, яке росте десь у лісі. Поруч мешкають гном-коваль Альфред і ледачий Єнот. У їхній водяний млин потрапляє мішок із Драконом. Вони вирішують віднести істоту Кларі, яку вважають феєю. Клара вважає, що Дракона треба віднести до Дерева мудрості.
Клара, Єнот і Альфред подорожують із Драконом до Дерева мудрості. Дорогою Клара розповідає, що має сувій, у якому написано, щоб вона не відходила далеко від дому, не знімала амулет на шиї, та чекала на повернення загадкового автора листа. Біля Дерева мудрості їм трапляється Кріт, який дає оманливу пораду піти до Алхіміка. Гном-шинкар стає їхнім провідником, а Альфреда лишають у місті гномів. Мавпи тим часом змагаються за кухоль гнома, який Клара вручила їм як символ головування, і випадково спалюють будинок.
Шинкар ламає мотузяний міст, щоб Клара не могла йти далі, але дівчина перестрибує провалля. Тоді він дає Кларі, Єноту та Дракону чай зі снодійним. Пантера доповідає про це Алхіміку, який прибуває наступного ранку. Та Альфред приводить інших гномів, і під час сутички Алхімік зриває з шиї Клари амулет. Клара перетворюється на справжню фею та розбиває чарівний скіпетр Алхіміка, що був джерелом його сили.
Дракон впізнає кільце каменів, які виявляються яйцями драконів, що вилупляються в його присутності. Своїм диханням дракони розпускають квіти навколо. Мавпи знаходять Клару та показують, що хоча спалили будинок, але врятували найцінніші речі, серед яких чарівне зілля. Клара з Альфредом, Єнотом і мавпами наближаються до міста, де Клара відчуває, що це її справжній дім.

## У ролях
Голоси для англомовного оригіналу записали в Valentinant Media в Лос-Анджелесі; серед акторів англомовного оригіналу були Джейден Віктор, Кріс Ендрбс, Майк Ніно тощо.

## Мова фільму
Оригінальна версія фільму «Клара та чарівний дракон» створювалася англійською мовою, тобто весь ліпсинк мультфільму (те, на якій мові рухаються губи персонажів) — англомовний.

## Дубляж українською
Фільм було дубльовано українською мовою в 2019 році на студії Skoroukino на замовлення кінокомпанії MMD UA.
- Режисер дубляжу: Катерина Брайковська

У дубляжі брали участь наступні актори:
- Вероніка Лук'яненко — Клара
- Олександр Погребняк — Єнот
- Сергій Солопай — Альфред
- Дмитро Завадський — Сип
- Матвій Ніколаєв — Алхімік
- Кирило Нікітенко — Пантера
- Дмитро Вікулов — Кріт
- Дмитро Гаврилов — Шинкар
- Юрій Сосков — Хлопець Гном
- Катерина Башкіна-Зленко — Дівчина-гном
- Олег Лепенець — Дідусь-гном, Дворецький
- В'ячеслав Дудко — Коваль-гном
- Дем'ян Шиян — Хлопчисько

## Кошторис
Кошторис фільму не розголошується.

## Виробництво
Ідея створення мультфільму виникла в режисера та головного продюсера Олександра Клименка понад двадцять років до релізу фільм.
Робота над фільмом на новоствореній студії Image Pictures розпочалася у 2016 році коли й з'явився перший промо-тізер мультфільму. За перший рік роботи творці зуміли зняти лише одну хвилину мультфільму. Всього творці витратили 3,5 року на створення 3D графіки фільму: динамічні фони, хутро, воду, вогонь, одяг та міміку персонажів.

## Саундтрек
Гурт PUR:PUR створив та виконав дві композиції українською та англійською мовами для саундтреку фільму.

## Реліз

### Кінопрокат в Україні
Вихід фільму мав відбутися 4 жовтня 2018 року, однак його було перенесено на 26 жовтня 2019 року. Фільм вийшов в широкий український кінопрокат 26 жовтня 2019 року.

### Кінопрокат закордоном

#### Кінопрокат в Росії та в окупованих Росією Криму та Східній Україні
Фільм вийшов в широкий російський кінопрокат, включно з окупованими Росією регіонами України Донбасі та Криму 7 листопада 2019 року; дистриб'ютор — «СБ Фильм». Для кінопрокату в Росії фільм було дубльовано російською мовою в 2019 році на Студії звукозапису Володимира Осінського на замовлення кінокомпанії «СБ Фильм». Ролі дублювали: Євгенія Атрадная — голос Клари у піснях, Кирило Скрипник — єнот тощо

#### Кінопрокат в решті країн світу
Фільм вийшов у прокат у Болгарії 25 жовтня 2019 року (дистриб'ютор bTV Studios) в Угорщині 31 жовтня 2019 року (дистриб'ютор Vertigo Média). у В'єтнамі 6 грудня 2019 року (дистриб'ютор CJ CGV) та в Литві 7 лютого 2020 року (дистриб'ютор Travolta Distribution).

### Прем'єра на телебаченні та VOD
Наприкінці листопада 2019 року версія фільму з російськомовним дубляжем стала доступний для онлайн-перегляду на VOD-платформі iTunes Store. Наприкінці лютого 2020 року версія фільму з україномовним дубляжем стала доступний для онлайн-перегляду на VOD-платформі Megogo.net.

## Відгуки кінокритиків
Фільм отримав переважно негативні відгуки від українських кінокритиків.
Згідно з «Детектором медіа», фільм є досягненням з технічного боку, натомість дуже слабкий сценарно. «Хоча інтриг у мультфільмі — немов у кримінальному детективі, екранізованому за одночасно 10 творами Агати Крісті», вони неналежно розкриваються, тож глядачам доводиться вигадувати власні пояснення. Якщо таємниця хто ж така Клара пояснюється на половину, то чому Єнот боїться висоти і весь час сипле німецькими словами — ні. А мотивація Чаклуна взагалі суперечить показаному на екрані, бо фільм дуже барвистий і фактично не потребує дракончиків, які б «впустили у світ кольори». Крім того критикувалася анімація: «…рухи персонажів часом схематичні й загальмовані, або недомальовані, або мають навмисно менше кадрів». Хоча, як писалося у вердикті, «Загалом, робота аніматорів дуже ґрунтовна (все ж таки чотири роки робили фільм), і це є несумнівно інший, новий рівень для української анімації після „Микити Кожум'яки“».
«Варіанти» охарактеризували його так: «Безлика і бездарна анімація про фею Клару в товаристві єнота-психоаналітика». Фільм, за оцінкою видання, позбавлений національного колориту і в гонитві за міжнародною авдиторією запозичує стільки кліше, що його слід назвати «плагіатом усього підряд». Зауважувалося, що хоча «Клара та чарівний дракон» орієнтований на молодших глядачів, камера чомусь регулярно акцентується на грудях і сідницях Клари, а спроби феміністичного посилу виявляються незграбними, якщо не образливими.
Видання «Mind.ua» відгукнулося позитивніше, підкреслюючи: «До безперечних переваг мультфільму можна віднести візуальний ряд — це образ рожево-блакитного Дракончика-симпатяги і чарівної Клари, яка після падіння в річку стала виглядати ще привабливіше». Та в той же час у фільмі вистачає запозичень, а антагоніст не має зрозумілої мотивації: «в чому конкретно полягає його жахлива місія — незрозуміло». За вердиктом, «Загалом гідне анімаційне творіння: діти та дорослі часто сміялися на сеансі. Але через сюжетні непорозуміння і запозичення вдруге дивитися цей фільм бажання навряд чи виникне».